# Дмитриев-Мамонов, Иван Ильич
Ива́н Ильи́ч Дми́триев-Мамо́нов (10 [20] декабря 1680 — 24 мая [4 июня] 1730, Московский уезд, Московская губерния) — русский военачальник и государственный деятель. Генерал-аншеф (1730), лейтенант от кавалергардии (1724), подполковник лейб-гвардии Преображенского полка (1727), сенатор Правительствующего сената (1726), супруг царевны Прасковьи Иоанновны (1724).

## Биография
Иван Ильич Дмитриев-Мамонов родился 10 (20) декабря 1680 года. Происходил из рода Дмитриевых-Мамоновых (старший из братьев-тёзок), отрасли смоленских Рюриковичей. Сын стольника и полкового воеводы Ильи Михайловича Дмитриева-Мамонова и Акилины Игнатьевны (урожд. Вердеревской).
Мамонов — человек храбрый, умный, решительный, служил хорошо и был хороший офицер, но был преисполнен лукавства и пронырливости, и все его боялись… (испанский посол герцог де Лириа)
В 1700 году был произведён в «лейтенанты» лейб-гвардии Семёновского полка; 19 (30) ноября 1700 года года участвовал в сражении при Нарве и был ранен. Год спустя был произведён в капитаны.
В августе 1704 года принимал участие в штурме Нарвы, был дважды ранен; 28 сентября (9 октября)  1708 года года участвовал в сражении под Лесной, после чего был произведён в майоры и назначен командиром лейб-гвардии Семёновского полка.
В 1709 году участвовал в Полтавской битве, а в 1711 году — в Прутском походе. Вместе с полком находился в Померании и Голштинии. В августе 1712 года был отправлен Петром I в Ригу по «государеву делу».
В 1714 году получил высочайшее повеление переехать в Санкт-Петербург. В 1717 году вместе с майором И.М. Лихаревым и поручиком И. И. Бахметевым был назначен разбирать конфликт в Сенате. Годом позже получил звание бригадира. Участвовал в Шведском походе под Стокгольмом.
В 1719 году был назначен советником в Военную коллегию, участвовал в составлении «Воинского регламента».
В январе 1722 года участвовал в комиссии по созданию Табели о рангах. В 1723 году был назначен членом «Вышнего суда» для разбора дела и суда над бароном П. П. Шафировым.
В чине генерал-майора участвовал в Персидском походе, командовал гвардией. В марте 1724 года был произведён в лейтенанты от кавалергардии.
В конце 1724 года, с согласия Петра І сочетался морганатическим браком с царевной Прасковьей Иоанновной и с того времени начал играть видную роль в придворной жизни.
В 1725 году отправился в Москву для предупреждения ожидавшихся там народных волнений по случаю коронации Екатерины I.
8 (19) февраля 1726 года года был назначен сенатором, 27 декабря 1727 года (7 января 1728 года) года получил чин генерал-лейтенанта.
6 (17) мая 1727 года года стал начальником Петропавловской крепости, а также пожалован чином подполковника лейб-гвардии Преображенского полка.
28 апреля (9 мая)  1730 года года был произведен в генерал-аншефы.
Скоропостижно скончался 24 мая (4 июня) 1730 года, сопровождая императрицу Анну Иоанновну в село Измайлово Московского уезда Московской губернии. Похоронен 29 мая (9 июня) 1730 года у приходской церкви Флора и Лавра в Москве. В 1934 году церковь снесена, ныне на этом месте театр «Et cetera». Могила не сохранилась.

## Награды
Императорский орден Святого Благоверного Князя Александра Невского, 21 мая (1 июня)  1725 года года, в числе первых девятнадцати кавалеров за многочисленные военные походы и ревностную службу.

## Семья
- Первая жена: Авдотья Степановна Плещеева (ум. 30 марта (10 апреля)  1722 года), похоронена в Чудовом монастыре. Двое детей:
  - Фёдор (умер в младенчестве)
  - Анастасия (ум. 1747), в замужестве баронесса Поспелова; её муж барон Василий Петрович Поспелов (1699—?), детей не было.
- Вторая жена: царевна Прасковья Ивановна (1694—1731), младшая дочь царя Иоанна Алексеевича. Согласно рассказу дипломатического представителя Франции в России Жака де Кампредона, император Пётр I позволил им сочетаться браком, узнав о рождении сына в октябре 1724 года[1][2].
  - сын, умерший в детстве[3] (октябрь 1724 — ок. 1730).